# Malay-le-Grand
Malay-le-Grand település Franciaországban, Yonne megyében. Lakosainak száma 1635 fő (2022. január 1.). Malay-le-Grand Saligny, Les Bordes, Maillot, Malay-le-Petit, Noé, Rosoy, Sens és Véron községekkel határos.

## Népesség
A település népességének változása:
| Lakosok száma | 1540 | 1551 | 1583 | 1533 | 1537 | 1547 | 1558 | 1578 | 1635 |
|               | 2013 | 2015 | 2016 | 2017 | 2018 | 2019 | 2020 | 2021 | 2022 |